# Herman Foster
Herman Foster (* 26. April 1928 in Philadelphia; † 3. April 1999 in New York City) war ein US-amerikanischer Jazzpianist und Komponist.
Fosters Familie zog 1947 nach New York City; dort arbeitete er ab Ende der 1950er Jahre in den Bands von Lou Donaldson, für den er Titel wie Herman's Mambo, Day Dreams oder I'll Always Want You Near komponierte. Neben Donaldsons Alben wie Blues Walk (Blue-Note, 1958), Cole Slaw (Argo, 1964) oder Blowing in the Wind (Cadet, 1967) wirkte er auch bei Aufnahmen von King Curtis (Have Tenor Sax, Will Blow, 1958), Earl May, Gloria Lynne und Jean DuShon mit. Anfang der 1960er Jahre nahm er mit Al Casey und einem eigenen Trio (bestehend aus Earl May und Frankie Dunlop) für Epic Records auf; ab 1981 arbeitete er erneut bei Donaldson.

## Diskographische Hinweise
- Have You Heard (Epic Records, 1960)
- The Explosive Piano of Herman Foster (Epic, 1961), mit Grassella Oliphant und Earl May
- Gloria Lynne With The Herman Foster Trio: The Las Vegas Thunderbird (Everest, 1963), mit Leroy Vinnegar, Mel Lewis
- Ready and Willing (Argo, 1963)
- The One and Only (Timeless Records, 1984)